# Elanco
Elanco Animal Health — международная фармацевтическая компания со штаб-квартирой в Гринфилде (штат Индиана, США). Специализируется на ветеринарных препаратах (вторая крупнейшая в мире после Zoetis). Была образована в 2018 году отделением от Eli Lilly and Company.

## История
Первый ветеринарный препарат Eli Lilly and Company разработала в 1953 году, в 1960-х годах это направление деятельности было оформлено в дочернюю компанию Elanco Products Company. Начиная с 2007 года было куплено несколько специализированных компаний и ветеринарных подразделений фармацевтических компаний, в частности в 2011 году — Janssen Animal Health у Johnson & Johnson, в 2014 году — немецкая компания Lohmann Animal Health и подразделение Novartis. В начале 2018 года началась подготовка к отделению Elanco в самостоятельную компанию, процесс завершился в сентябре 2018 года размещением акций Elanco на Нью-Йоркской фондовой бирже. В августе 2020 года было куплено ветеринарное подразделение компании Bayer.

## Деятельность
Около половины выручки приходится на препараты для кошек и собак, остальное для сельскохозяйственных животных. На США приходится 45 % выручки, из других стран наибольшее значение имеют Китай, Бразилия и Великобритания.
Главные научно-исследовательские центры находятся в штатах Индиана и Айова, а также в Австралии и Германии; лаборатории имеются также в Швейцарии, Бразилии, Китае и Индии. Производственные мощности находятся в Бразилии, Китае, Канаде, Мексике, Франции, Великобритании, Германии, Новой Зеландии, Вьетнаме, Республике Корея, Тайване, а также в штатах Индиана, Айова, Канзас и Мэн.